# Zug 94
Zug 94 – szwajcarski klub piłkarski z siedzibą w Zug.

## Historia

### SC Zug
Klub został założony w 1915 roku. W najwyższej klasie rozgrywkowej spędził jeden sezon, a także 22 sezony w drugiej lidze.

### FC Zug
Klub został założony w 1923 roku. Nigdy nie występował w najwyższej klasie rozgrywkowej, spędził natomiast jeden sezon w drugiej lidze.

### Zug 94
W 1994 roku doszło do fuzji grających w trzeciej lidze zespołów SC Zug i FC Zug, w wyniku czego powstał FC Zug 94. Kontynuował on grę w trzeciej lidze do sezonu 2010/2011, zakończonego spadkiem do czwartej ligi.

## SC Zug

### Historia występów w pierwszej lidze
| Sezon   | Liga           | Miejsce | Uwagi  |
| ------- | -------------- | ------- | ------ |
| 1984/85 | Nationalliga A | 15.     | spadek |

### Historia występów w drugiej lidze
| Sezon po sezonie | Sezon po sezonie | Sezon po sezonie           | Sezon po sezonie                | Sezon po sezonie |
| Sezon            | Liga             | Grupa                      | Miejsce                         | Uwagi            |
| ---------------- | ---------------- | -------------------------- | ------------------------------- | ---------------- |
| 1939/40          | 1. Liga          | 4                          | 2.                              |                  |
| 1940/41          | 1. Liga          | Wschód                     | 7.                              |                  |
| 1941/42          | 1. Liga          | Wschód                     | 6.                              |                  |
| 1942/43          | 1. Liga          | Wschód                     | 3.                              |                  |
| 1943/44          | 1. Liga          | Wschód                     | 6.                              |                  |
| 1944/45          | Nationalliga B   | –                          | 12.                             |                  |
| 1945/46          | Nationalliga B   | –                          | 12.                             |                  |
| 1946/47          | Nationalliga B   | –                          | 12.                             |                  |
| 1947/48          | Nationalliga B   | –                          | 11.                             |                  |
| 1948/49          | Nationalliga B   | –                          | 11.                             |                  |
| 1949/50          | Nationalliga B   | –                          | 12.                             |                  |
| 1950/51          | Nationalliga B   | –                          | 11.                             |                  |
| 1951/52          | Nationalliga B   | –                          | 3.                              |                  |
| 1952/53          | Nationalliga B   | –                          | 13.                             | spadek           |
| 1983/84          | Nationalliga B   | –                          | 1.                              | awans            |
| 1985/86          | Nationalliga B   | –                          | 10.                             |                  |
| 1986/87          | Nationalliga B   | –                          | 9.                              |                  |
| 1987/88          | Nationalliga B   | Wschód Spadkowa A          | 7. (Wschód) 2. (Spadkowa A)     |                  |
| 1988/89          | Nationalliga B   | Wschód Spadkowa A          | 11. (Wschód) 2. (Spadkowa A)    |                  |
| 1989/90          | Nationalliga B   | Wschód Spadkowa B          | 9. (Wschód) 4. (Spadkowa B)     |                  |
| 1990/91          | Nationalliga B   | Południe–Wschód Awansowa B | 5. (Płd.-Wsch.) 7. (Awansowa B) |                  |
| 1991/92          | Nationalliga B   | Południe–Wschód Spadkowa A | 8. (Płd.-Wsch.) 4. (Spadkowa A) | spadek           |

## FC Zug

### Historia występów w drugiej lidze
| Sezon   | Liga           | Grupa             | Miejsce                      | Uwagi  |
| ------- | -------------- | ----------------- | ---------------------------- | ------ |
| 1989/90 | Nationalliga B | Wschód Spadkowa B | 11. (wschód) 5. (spadkowa B) | spadek |

## Reprezentanci kraju grający w klubie
|  | SC Zug - Lars Lunde - Johan Neeskens - Shane Rufer - Hermann Busenhart - Christoph Gilli - Marco Grassi - Rodolfo Kappenberger - Hans Reutlinger - Fritz Sidler - Pirmin Stierli - Xavier Stierli - Thomas Zwahlen |  | FC Zug - Jan Berger - Martin Andermatt - Patrick Bühlmann - Francis Montandon - Peter Schepull |  | Zug 94 - Zenun Selimi - Louis Crayton - Patrick Bühlmann - Patrick De Napoli - Daniel Gygax - Andreas Hilfiker |